# Acta est fabula, plaudite!
Acta est fabula, plaudite! (letteralmente: La commedia è terminata, applaudite!) è una locuzione latina.
"Lo spettacolo è finito, applaudite!" con questa frase, nel teatro antico, prevalentemente romano, si annunciava la fine della rappresentazione; secondo la tradizione, deriva da un passo di Svetonio (Vita di Augusto), e fu pronunciata dallo stesso Augusto sul letto di morte.
In senso esteso talvolta indica che si è giunti al termine di qualche cosa, e che non c'è più nulla da fare o da aggiungere.